# NGC 1583
NGC 1583 (również PGC 15193 lub PGC 15191) – galaktyka soczewkowata (S0), znajdująca się w gwiazdozbiorze Erydanu. Odkrył ją 17 października 1885 roku Francis Leavenworth.